# Farlowella curtirostra
Farlowella curtirostra är en fiskart som beskrevs av Myers 1942. Farlowella curtirostra ingår i släktet Farlowella och familjen Loricariidae. Inga underarter finns listade i Catalogue of Life.